# باشگاه فوتبال پاتانی (تایلند)
باشگاه فوتبال پاتانی (به تایلندی: สโมสรฟุตบอลจังหวัดปัตตานี) یک باشگاه فوتبال واقع در پاتانی در کشور تایلند می‌باشد که در لیگ دسته دوم منطقه‌ای فوتبال تایلند بازی می‌کند.
این باشگاه در سال ۲۰۰۹ میلادی بنیان‌گذاری شده است.